# استه، ونتو
استه، ونتو (به ایتالیایی: Este, Veneto) یک کومونه در ایتالیا است که در استان پادووا واقع شده‌است.

## خصوصیات
استه ۳۲٫۷ کیلومترمربع مساحت و ۱۶٬۹۶۳ نفر جمعیت دارد.

## خواهرخوانده
شهرهای رییکا، لیک، استافوردشر، Pertuis، باد ویندسهایم و تاپولتسا خواهرخوانده‌های استه، ونتو هستند.